# Günther Moewes
Günther Moewes (* 1935 in Hannover) ist ein deutscher Architekt, Wirtschaftswissenschaftler und Publizist.
Nach seinem Architekturstudium in Berlin und Hamburg war er zunächst in der Entwicklung kleinteiliger, „sanfter“ Baukastensysteme tätig – u. a. bei der deutschen Entwicklung des ursprünglich britischen „Brockhouse-Systems“, mit dem in Europa zwei Universitäten und über 120 Schulen gebaut wurden. Moewes forschte und lehrte seit 1966 an der Werkkunstschule Dortmund, von 1971 bis 2002 an der Fachhochschule Dortmund, deren Gründungsausschuss er vorsaß. Dort vertrat er das Lehrgebiet „Industrialisierung des Bauens“.
Seine Forschungen und Arbeiten zu einer ökologischen Industrialisierung des Bauens führten auch zu einer kritischen Auseinandersetzung mit bestehenden ökonomischen Entwicklungen, insbesondere mit der wachsenden sozialen Ungleichverteilung. Ursachen sowohl für die ökologischen als auch sozialen Fehlentwicklungen sieht Moewes vor allem in einem falschen Verständnis von Arbeit und Wachstum, sowie in bestimmten Mechanismen von Kreditwirtschaft und Finanzmärkten. Diese drohten wieder in eine „Plutokratie“ zu führen, in eine Reichenherrschaft.
Moewes hat sich mit der Vermeidbarkeit von Finanzkrisen beschäftigt. Ursache von Finanzkrisen sind nach Moewes' Meinung nicht in erster Linie „Gier“ und „böse Banker“, sondern vielmehr die exponentielle Überentwicklung des privaten Verleih- und Spekulationskapitals, durch die die Überschuldung erst ausgelöst werde. Staatsverschuldung und Finanzkrisen könnten deshalb grundsätzlich nur eingedämmt werden, indem die privaten Großvermögen reduziert würden. Andernfalls könnte auch die Überschuldung nicht zurückgeführt werden und aller Abbau von Staatsschulden bliebe immer nur schuldeninternes Umwälzen auf Unternehmen und Haushalte.
Seit 2014 schreibt Moewes Wirtschaftkolumnen und Gastbeiträge in der Frankfurter Rundschau. Zuvor schrieb er regelmäßige Gastartikel für die freiwirtschaftliche Zeitschrift Humane Wirtschaft (bis 2009 Humanwirtschaft).
Sämtliche Bücher und Schriften von Moewes befinden sich im „Baukunstarchiv NRW“ in Dortmund. Ebenso alle Rezensionen und Presseberichte darüber, alle Vortragseinladungen, alle noch verfügbaren Unterlagen über das deutsche Brockhouse-System, sowie alle etwa 100 Presseberichte über die Arbeiten und Wettbewerbserfolge seiner Studenten während des Studiums und über die vier großen „Archideen“-Ausstellungen ihrer Arbeiten im neuen Rathaus der in Dortmund, im Van-der-Velda-Bau in Weimar und im Kreuzbau der TU Dresden.

## Schriften
Bücher
- Weder Hütten noch Paläste. Architektur und Ökologie in der Arbeitsgesellschaft. Birkhäuser, Basel / Berlin / Boston 1995, ISBN 3-7643-5106-3.
- Geld oder Leben. Umdenken und unsere Zukunft nachhaltig sichern. Signum Wirtschaftsverlag, München / Wien 2004, ISBN 3-85436-363-X.
- Dilettantismus oder Komplizenschaft? - und Das kleine Lexikon der ökonomischen Sprachtäuschung. pad-Verlag, Bergkamen 2012, ISBN 978-3-88515-246-0.
- Arbeitswende. Die Überwindung des Beschäftigungsstaates. pad-Verlag, Bergkamen 2013, ISBN 978-3-88515-256-9.
- Arbeit ruiniert die Welt. Warum wir eine andere Wirtschaft brauchen. Nomen Verlag, Frankfurt am Main, 2020, ISBN 978-3-939816-74-4.
- Weder Hütten noch Paläste. Architektur und Ökologie in der Arbeitsgesellschaft. Wiederauflage. Nomen-Verlag, Frankfurt am Main, 2020, ISBN 978-3-939816-78-2.

Reden und Schriften (Auswahl)
- Die große Vereinseitigung. Funktionalismuskritik auf dem Werkbundtag 1968. In: werk und zeit. 11/1968 und 3/1982, Rias 13. Oktober 1968 und Kunst und Handwerk. 2/1969.
- Kastenbau oder Baukasten? Gesetzmäßigkeiten des Systembaus. Vortrag auf dem 5. Internationalen Seminar für Industrialisierung des Bauens, TU Hannover 1950. In: IB, Industrialisierung des Bauens. Essen 1970.
- Die Stadt, die Arbeit und die Entropie. In: Architektur-Jahrbuch 1995. Hg. v. Deutschen Architekturmuseum, Frankfurt am Main, München 1995.
- Abschied von den schönen Stadtvisionen. In: Die Welt. Hamburg, 17.11.1996. Nachdruck und Übersetzung in engl., frz., span. und russ. in Internationes, Bonn 1996
- Über das Wesen von Zwischenräumen. Editorial. In: Deutsches Architektenblatt. 12/99. Polnische Übersetzung in: Zbigniew Oksiuta, Warschau 2000.
- Wehe wenn sie verschwinden sollen. Die unsägliche Misere der Großtafelbauten. In: Die Welt. Hamburg, 18. Dezember 1998.
- Warum die Reichen immer reicher und die Armen immer ärmer werden. (Erfurter Mairede 2005 auf der Hauptveranstaltung des DGB Thüringen in Erfurt.) In: Humane Wirtschaft. (humane-wirtschaft.de)
- Nachhaltiges Bauen in einer Verschwendungsgesellschaft. Vortrag am 23.11.2006 an der RWTH Aachen. In: ÖkologiePolitik. 133/07, S. 16f.
- Reichtum entsteht nicht nur aus Arbeit. Vortrag bei der Katholischen Arbeiterbewegung. In: Impuls. Köln, März/April 2007, S. 16f.
- Arbeitsgesellschaft und Ökologie. Vortrag auf Einladung des Goethe-Instituts Tel Aviv, des Deutschen Kulturinstituts u.d. Kooperativen  Kunstpraxis am 28.,7.2005 in Heuerdorf bei Leipzig anlässlich eines palästinensisch-israelisch-deutschen Gemeinschaftsprojekts. In: Yael Katz, Ben Shalom u. a. (Hrsg.): Das Vermögen der Kunst. Böhlau-Verlag Köln, Weimar/Wien 2008, S. 61–71. Eng. Teilübersetzung, ISBN 978-3-412-12606-3, S. 269.
- 17,6 Kilometer gegenüber vier Millimeter - beträgt die soziale Ungleichverteilung in Deutschland. Interview Laura Kasprowiak, Radio 91/2, 13.05, 18.5.2009, 18 Uhr.
- Evolution in Reverse. Interview durch Lutz Luithlen in CLR-News. London, 4/2011, S. 8–16.
- Jenseits aller Vorstellung. Die Superreichen sind so vermögend, dass wir uns davon kein richtiges Bild machen. Erste von 77 (Stand Nov. 2024) Gast- und Wirtschaftskolumnen in der Frankfurter Rundschau. 3. Dezember 2014, S. 13.
- Arbeit ruiniert die Welt. Festvortrag in Wolfratshausen zum 90. Geburtstag von Christian Schütze, dem früheren Leiter des Innen- und Umweltressorts der Süddeutschen Zeitung. In: Humane Wirtschaft. 1/2014.
- Stadträume statt Ego-Architektur. Über die neue Frankfurter Altstadt. In: Frankfurter Rundschau. 6. Juni 2018, S. 30/31.
- Baukasten statt Kastenbau. Vortrag über die Entwicklung des Brockhouse-Systems, auf einer Tagung der TU Dortmund 2017. In: Alexandra Apfelbaum, Silke Haps (Hrsg.): Von Stahlschachteln und Bausystemen. TU Dortmund, 2018, S. 130–143.
- Krieg und Wahrheit. Der Westen hätte den Ukraine-Krieg vermeiden können. In: Humane Wirtschaft. Nr. 272 / 3/23, S. 24–31. Und: GlobalBridge.ch. 5. Juli 2023.
- Frieden braucht Wahrheit. Auch der Westen betreibt inzwischen gezielte Desinformation. In: Globalbridge.ch, 5.1.24, Humane Wirtschaft. 274/Febr.24, S34ff, sowie Empfehlung und. Auszug in Nachdenkseiten

Pressestimmen, Rezensionen (Auswahl)
- Tagesspiegel, Berlin 15.10.1968: Über den Vortrag auf dem Werkbundtag 1968 in Berlin.
- Süddeutsche Zeitung, 23.10.1968: Über den Vortrag auf dem Werkbundtag 1968 in Berlin.
- Anna Teut: Über den Vortrag auf dem Werkbundtag 1968 in Berlin. In: werk und zeit 3/82, München,
- Falk vom Hofe: Rezension über Werkbundtreffen. WDR III, 26.11.88, 17.00 Uhr.
- Christian Schütze, Süddeutsche Zeitung: Rezension von "Weder Hütten noch Paläste", Hessischer Rundfunk, 2. Programm, 15.7.1995, 19.20 Uhr.
- Christian Schütze: "Leiden unter der Erdenschwere". Rezension von "Weder Hütten noch Paläste". Süddeutsche Zeitung, 14/15.8.1995.
- Dankwart Guratzsch; Rezension von "Weder Hütten noch Paläste", Die Welt 7.12.1995. Ferner Erwähnungen: 18.9.2000 und 2.6.2004
- Westdeutsche Allgemeine Zeitung, Essen: "Architekt Moewes streitet für ein radikales Umdenken". Rezension von "Weder Hütten...". 6.6.1995.
- Berliner Zeitung: Rezension von "Weder Hütten...". 17.7.1996.
- Robert Kaltenbrunner: Rezension "Weder Hütten noch Paläste". Der Architekt, 9/97 und Frankfurter Rundschau, 7.4.98.
- Weitere Rezensionen u. Erwähnungen: Creditreform 11/2004, Der Standard, Wien 21.3.2005, Münchner Merkur 27.1006, CLR-News 9/2012 Brüssel.
- Tim Nowitzky: Interview, Thüringer Allgemeine 27.12.12.2011.
- Rezensionen von "Arbeit ruiniert die Welt" u. a. in: Frankfurter Rundschau 27.6.20, ÖkologiePolitik 184/2020,
- Robert Kaltenbrunner; Rezension der Wiederauflage von "Weder Hütten noch Paläste". In: Handelsblatt 29/30/31.7.2022